# Batalla de Chino
La batalla de Chino, va ser una escaramussa de la guerra mexicana-estatunidenca que es va produir entre el 26 i el 27 de setembre de 1846, on 24 estatunidencs dirigits per Benjamin D. Wilson, que estaven amagats en la casa de tova del Rancho Santa Ana del Chino, van ser capturats per un grup d'uns 50 califòrnios.

## Antecedents
A finals de setembre de 1846, durant la guerra entre Mèxic i els Estats Units, al voltant de 20 estatunidencs dirigits per Benjamin Davis Wilson es van reunir amb Isaac Williams al ranxo Santa Ana del Chino. Williams, originalment de Pennsylvània, s'havia convertit en un ciutadà mexicà (un requisit previ per a ser propietari de terres) i es va casar amb Maria de Jesús Lugo, filla d'Antonio María Lugo.
Els califòrnios dubtaven de la lleialtat dels homes de Wilson i es van disposar a arrestar-los.

## Batalla
Serbulo Varela, Diego Sepulveda i Ramón Carrillo van sortir de Los Angeles amb uns cinquanta homes, mentre que el general José del Carmen Lugo va sortir de San Bernardino amb un altre grup d'entre quinze a vint homes per a convergir al ranxo de Santa Ana del Chino.
A la nit del 26 de setembre de 1846, els califòrnios van envoltar la casa de tova del ranxo. A l'alba, al següent dia, es va intercanviar trets, resultant un califòrnio mort (Carlos Ballesteros, fill del propietari del Rancho Rosa de Castilla) i dos de ferits, i tres estatunidencs ferits. Quan els califòrnios van intentar incendiar el sostre de la casa, Wilson es va rendir a Serbulo Varela.
Aquesta breu escaramussa va arribar a ser coneguda com la Batalla de Chino.

## Conseqüències
Els homes de Wilson van ser fets presoners i van marxar al Paredón Blanco, en Boyle Heights, el camp principal de les forces dels califòrnios.
Els presoners gairebé van ser executats en venjança per la mort de Carlos Ballesteros, l'única víctima fatal de la lluita, però molts estaven relacionats per matrimoni amb les famílies mexicanes, i Varela i altres van intervenir.
Més tard, els presoners van ser traslladats a Rancho Los Cerritos, prop de l'actual Long Beach, on van ser retinguts i finalment posats en llibertat.